# メイちゃんの執事
『メイちゃんの執事』（メイちゃんのしつじ）は、宮城理子による日本の漫画作品。『マーガレット』（集英社）2006年11号より2012年24号まで連載された。単行本全20巻。
2009年1月から、フジテレビでテレビドラマ化され、火曜21時台で放送された。
2011年1月、舞台化され宝塚歌劇団・星組にて上演された。
その後、スピンオフ作品として『ミカド☆ボーイ』を『マーガレット』（集英社）2013年9号より2014年15号まで連載した。単行本全4巻。
その間本作品は休載していたが、作品名を『メイちゃんの執事DX』（メイちゃんのしつじデラックス）に変え、『マーガレット』（集英社）2014年19号から2023年13号まで連載された。単行本全20巻。
その後、スピンオフ作品として『真夜中の執事たち -メイちゃんの執事 side B-』（まよなかのしつじたち -メイちゃんのしつじ サイドビー-）を『マーガレット』（集英社）2019年24号より2020年23号まで連載した。単行本全3巻。
2020年11月時点でシリーズ累計発行部数は750万部を記録している。

## あらすじ
東雲メイは四国の香川県の田舎で暮らす、ごく普通の中学2年生だったが、交通事故により讃岐うどん屋だった両親を亡くす。両親の葬式の日、本家から迎えに来た執事の柴田理人から、父親が実は大富豪「本郷家」の長男にして本郷グループ全社の後継者であること、父親の死により自分が正式な後継者であることを知る。一夜にしてお嬢様となったメイは周囲と自身の身の安全のため、また淑女教育を受けるべく、聖ルチア女学園に入学する。
聖ルチア女学園は、1人の女子生徒につき1人の執事が付くという、究極のお嬢様学校。全寮制で、手持ちの光（ルチア）の個数により「太陽（ソーレ）寮」、「月（ルナ）寮」、「星（ステラ）寮」、「陰（オンブラ）寮」に分かれる。そこでメイは、自らの運命と恋に向き合っていくことになる。

## 登場人物

### 主要人物
本郷 メイ（ほんごう メイ） / 東雲 メイ（しののめ メイ）<旧名>
本作品の主人公。
香川の田舎でうどん屋を営む両親と貧しいながらも幸せな生活を送る平凡な少女だったが、交通事故で両親を失い、本郷家から送られた執事の理人によって、大富豪の孫娘だと明かされる。
その後も普通の生活を続けようとするが、実家が何者かによって爆破されたことで周囲に危険が及ぶことを知り、聖ルチア女学園への入学を決意する。
聖ルチア女学園でも身の安全のため、東雲姓を使用している（しかし、ルチアによって本郷の名は皆にバレている）。
家事全般が全くできないほど不器用だが、正義感が強く負けず嫌い。執事の理人に恋心を持ち、お嫁さんになりたいが、幼馴染である剣人のことも気になっている。
8巻では地位が陰ランクから月ランクまで昇格する（ただし皆には内緒だが、タミーが1人にならないよう、「浮かれてベルごと無くしてしまった」ということにしているため、寮は陰寮のままである）。
「ルチア編」では悩む姿が多く描かれていたが、終盤以降と第2シリーズからは、お嬢様らしい威風堂々とした姿が見られるようになった。
誕生日は5月7日。おうし座。O型。
（ルチア編）身長148センチメートル。中学2年生。（第8巻 - ）身長158センチメートル（背筋を伸ばすと160センチメートル）。高校3年生。
柴田 理人（しばた りひと）
本郷家からメイの執事として遣わされた国際執事協会Sランク（最高ランク）認定執事で、剣人の兄。
幼いころより非常に高いIQが認められたため、特別カリキュラムが組まれた英才教育を受けていた。そのため13歳ですでに高校履習課程を修了、英、独、仏、伊、中、韓語をマスターした。しかし、剣人が病弱であったのと「何でもできる子」と思われていたことが仇となり、親にあまり構ってもらえなかった過去がある。
メイのことを内心では愛しく思っているが、立場上言えずにいる。
メイに対しては礼儀正しく完璧で、メイの理想の人だが、弟の剣人にことあるごとに見下したような台詞を吐いたり、忍とチェスの真剣勝負をした際に乱入してきた他のお嬢様に対し「失せろ」と2人揃って言い放ったりと、腹黒い一面も持っている。また、執事としての仕事に必要のないことには無関心であり、俗的な知識（野球のルールなど）に疎いことが第2シリーズにて判明した。
以前は詩織の執事をしていたが、詩織が執事依存症であることに気付き、執事をやめた。そのすぐ後に幼いころのメイと出会ったことで再び執事になる。
ちなみに、理人は14歳にしてBランク執事だった。
自分を賭けた忍との決闘で、彼の心理作戦により敗北。重傷を負い、再び詩織の元に戻ってしまう。彼女の深すぎる愛と薬によって廃人になりかけるが、メイの言葉とキスで密かに正気を取り戻した。
その後、詩織をけしかけて剣人との決闘を敢行。一時は追い詰めたものの、自ら負けてメイの元へ戻った。
誕生日は12月5日。いて座。B型。
（ルチア編）21歳。（第8巻 - ）25歳。ルチア編での身長は183センチメートルだが、身長はまだ伸びているらしい。
柴田 剣人（しばた けんと）
執事ランク 仮免→Aランク。
メイの幼馴染で理人の弟。あだ名はマメ柴（柴田剣人を略した「シバケン」から「柴犬」となり、背があまり高くないことから豆柴となった）・エロ柴。必要に応じて女装をするシーンがある。
成績優秀・運動万能・容姿端麗と、四国にいたころはモテていた。幼少時から常に兄と比較されてきたこともあって、理人を好ましく思っていない。
幼いころは病弱で、療養のために四国へ来た。そのころからメイのことが好きであるが、意地っ張りでツンデレな性格のため、想いは届いていない。メイからは一貫して「柴田」と苗字呼びされており、下の名前で呼ばれる描写はなかった。
理人と本郷金太郎の会話を耳にして、メイを守る執事となるべく、聖ルチア併設執事学校へ入学。実は兄に勝るとも劣らぬ、執事としての才覚を秘めたサラブレッドであることが判明する。
その後、イギリスの執事学校へ留学しようとするが、理人が忍との決闘で負けたことで呼び戻され、執事仮免許の状態でメイの執事になる。理人がメイの元へ戻った後は再びイギリスへと留学したと思われたが、本人も知らぬところで叔父のレッドフォード公爵家の養子に出されていた。しかし公爵家の筆頭執事がSランクであったため、彼に弟子入りし、世にも珍しい執事兼おぼっちゃまとなった。
誕生日は12月5日。いて座。A型。
（ルチア編）156センチメートル。中学2年生。（第9巻 - ）17歳。182センチメートル。

### 聖ルチア女学園
専属執事については、主人（女生徒・教師）の後続として記載。

#### 生徒
本郷 詩織（ほんごう しおり）
太陽ランク。第42代ルチア。
病弱なために留年を繰り返すが、その分ルチア在籍も史上最も長く、その権力は高い。
両親から虐待を受け、施設で暮らしていたところ本郷金太郎に引き取られる。当時金太郎の遠縁の子供ということになっていたが、本当は全くの他人。その後本郷家の養女として理人が1か月ほど仕えていた。その時に執事（というよりは理人）依存症になった。理人に並々ならぬ執着を持ち、突然真の後継者と判明したメイに理人を奪われ、メイを心の底から憎悪している。
メイに決闘を申し込み、理人を奪う。しかしその後、理人の策略によって再び申し込んだ決闘でメイに負け、ルチアの座を失った。
彼への想いを断ち切られたこと・異国に住む知らない相手との婚約話に絶望し、自分の両目をナイフで刺して失明（婚約話は忍の嘘だった）。
メイの提案によりルチア宮を燃やし、忍と共に「火事で死んだ」ことにされた後、遠いどこかで忍を理人だと思い込んで暮らしている（一度だけ第2シリーズで再会）。
空位となったルチアの座も竜恩寺泉が「学生代表」を名乗ることで拒否したため、詩織を最後にルチアは廃止された。
彼女の身体はすべて忍の作り物であり、彼とは、肉体関係にある。
誕生日は9月9日。おとめ座。A型。身長163センチメートル。20歳。
忍（しのぶ）
本郷詩織の執事。
詩織の執事になる際、報酬として「詩織の人生をもらう」という約束をした。その目的のためなら手段を選ばない非情さを持っている。
詩織がルチアの座と目を失った後、理人になりきって遠い場所で詩織と暮らしている。
公認執事の資格と医学博士号を所持しているため、執事服は純白。特技は催眠療法。
だが、過去に忍を執事として迎え入れた者は老若男女問わず、忍によって心を病んでしまい、その度に「返品」されてきた。これによって公認執事のバッヂを取り上げられており、現在はバッヂの着用を許されていない。
身長178センチメートル。A型。22歳。

竜恩寺 泉（りゅうおんじ いずみ）
太陽ランク。メイたちの学年の委員長。
文武両道。優しくて頼れる竜恩寺家の若く美しい当主。
インドアでおしとやかなイメージだが、実は体を動かすのが大好き。不二子曰く、「執事よりも有能」。
しかし絵が下手で、竜恩寺家の名誉にかかわるほど。
他の生徒からの信頼も厚いが、その真面目な性格のため、他の太陽ランクの上級生から睨まれていた。
本郷詩織亡き後（公式には死亡したとされる）、唯一残った太陽ランクとして学園を統治するも、「ルチア様」と呼ばれることを拒否、以降学生代表を名乗る。本人曰く「ルチア宮も無くなったことだしね」。
誕生日は4月2日。おひつじ座。A型。
（ルチア編）身長172センチメートル。中学2年生。（第8巻 - ）176センチメートル。高校3年生。
木場（きば）
竜恩寺泉の執事。執事ランクはCランク。
童顔で泉曰く「ドジっ子」。執事としての仕事を完璧にこなせていないため、泉にカバーされている。が、泉の父親が産ませた数人の子供たちの中から、木場が彼女を後継者に選んだ。竜恩寺の当主の責任は重い。その重責を、自分が選んでしまった子供が背負うことになるのだから、泉への忠誠心は半端なものではない。
もともとは、竜神を祀る巫女の家系。世界でも有数の霊能者の一族である。木場の祖母によると、本来、木場家では女性にしか宿らないとされる霊力が、珍しく彼にはあるとのこと。
（ルチア編）25歳。身長168センチメートル。O型。（第8巻 - ）29歳。
華山 リカ（かやま リカ）
ツンデレで扱いにくい性格だが、洋の東西南北どこへ行っても、「美しい」と評される美人。
大きな瞳が印象的な美少女だが、気が強い。
父親はやんごとなき身分（皇族）、母親はハリウッドの某有名女優らしい。だが、この女優に子供がいることは世間に知られておらず、母親にそっくりな顔が世間に出る前に、3年生になったらどこかの石油王（後にその王がイルファーンだということが判明）と結婚することになっていたが、6年生（高3）になっても学園にいる。
誕生日は11月16日。さそり座。AB型。
（ルチア編）身長160センチメートル。中学2年生。月ランク。（第8巻 - ）163センチメートル。高校3年生。太陽ランク。
青山（あおやま）
華山リカの執事。執事ランクはAランク。
聖ルチア女学園に併設されている附属執事学校を最年少（17歳）で卒業した。フェンシングの世界Jrチャンピオン。
メイ曰く「モジャ毛」。性格は主人であるリカ同様、キツい。
リカに叶わぬ恋をしており、その恋を守るためならどんな手段でも使う卑劣漢で、今までの決闘でリカが欲しがる相手執事の「長所」を狙っては使い物にならなくしてきた。
理人に目をつけたリカがメイに決闘を申し込んだ際に理人に敗北。一時メイの第2執事になるが、メイの提案でルチア5個と交換で再びリカの執事に戻った。
（ルチア編）18歳。身長175センチメートル。AB型。（第8巻 - ）22歳
夏目 不二子（なつめ ふじこ）
星ランク。
父は日本の暗黒街を牛耳る暴力団・夏目組の組長、母は中国No.1マフィアのボスの娘。
事情があって4歳みんなより年上なので、同級生に比べて色気があるが、昔は貧乳のメガネっ娘であった。根津に出会って変わる決心をし、今ではメイも羨む超ナイスバディに。
家庭的で庶民派。射撃の腕はA級だが、撃ったことはない。私服はメイド服やナース服など、コスプレ好きと思われる。
リップグロスを銃弾にした銃をもっている。
誕生日は2月22日。うお座。A型。
（ルチア編）身長167センチメートル。18歳。（第8巻 - ）22歳。
根津（ねづ）
夏目不二子の執事。執事ランクはBランク。
情報収集能力に優れる。実は香港マフィア幹部から派遣されていて、香港に修学旅行に行った際にマフィア時代（名前はジャック）の兄貴分のビルに脅されて不二子を危険な目に遭わせるが、その後も不二子の希望で執事を続けている。
不二子のことをひそかに想っている。
（ルチア編）身長178センチメートル。32歳。A型。（第8巻 - ）36歳
麻々原 みるく（ままはら みるく）
世界でも有数の超天才児。
財産の大半は取得した特許による物だが、オカルト好きなのがたまにキズ。母親（故人）は優秀な学者であった。遺伝子上の父親はメイの元婚約者候補である天才、ダミアン・アダムス。
母親のおなかにいた時の記憶があり、その話を初めて真剣に聞いてくれたのが大門だった。
名前の由来はミルク神から名付けられた。
誕生日は6月6日。ふたご座。B型。
（ルチア編）身長105センチメートル。5歳。月ランク。（第8巻 - ）身長165センチメートル。9歳。太陽ランク。
大門（だいもん）
麻々原みるくの執事。執事ランクはBランク。
元自衛官。子供に好かれるという性格から、国家第一機密のみるくの執事を命じられる。現在は、みるく個人が（薄給）で雇用している。
実況マニア。
メイの様子を心配し女装して学園に潜り込んだ剣人に一目惚れするが、メイに男子であること、理人に弟であることを明かされて激しくショックを受ける。
（ルチア編）身長192センチメートル。24歳。A型。（第8巻 - ）28歳。

山田 多美（やまだ たみ）
陰ランク。タミーが本名。メイの親友で寮も隣室だが謎が多い。全てが（仮）の少女である。
食欲旺盛で、よくメイの部屋に抜け道を作っては朝ごはんをご馳走になっている（穴はその度に理人や剣人が塞いでいる）。その理由は、執事である神崎の料理が信用できないのと、買ってきたパンだけだったりするから。
8巻では182センチメートルと身長が伸び、喉仏も出てきているため、ある疑惑（＝男の子説）が浮上しているがメイは気づいておらず、身体的特徴から性分化疾患説がある。
ちなみに、変な方言を喋っているのは、いろいろな地方の人に日本語を習ったから。ちなみに、被っている帽子にはたくさんのサバイバルグッズが入っているらしい。
神崎（かんざき）
タミーの執事で、タミーのことを「多美姫」と呼んでいる。執事ランクはBランク。
サバイバル術は特A級で、剣人も決闘をする前には彼に弟子入りした。毎日タミーとナイフも入り乱れる戦いをしている。
体術・武器使いと作戦力を含めた総合的な戦闘能力においては全執事中トップと言える存在で、戦闘能力に限ってはS級の理人も彼には敵わない。
これらの事情から、B級でありながら執事たちの実質的なリーダーになっており、陰寮に来た執事は皆、神崎に鍛えられる。
それだけに、執事としての従属性は驚くほど低く、タミーの意思をたびたび無視して勝手気ままに行動しており、扱いが困難。
そもそも神崎自身はタミーの母親のことが好きで、事情により育てられなくなった彼女に代わり育児を引き受けた。
（ルチア編）身長188センチメートル。29歳。B型。（第8巻 - ）33歳。

#### 教師
シスター・ローズ
聖ルチア女学園2代目学園長。聖ルチアの卒業生であり、創始者である大叔母から運営を引継ぐ。
運営は基本的に放任主義を取っている。しかし、性格は良く言えば寛容、悪く言えばちゃらんぽらん。
桜庭（さくらば）
シスター・ローズの執事。執事ランクはAランク。身長180センチメートル、年齢36歳。

### メイの婚約者たち
コミックス第8巻から始まる新章で登場するメイの婚約者候補たち。本郷金太郎や柴田英人によって選ばれた面々である。
イルファーン
メイの婚約者候補の1人。正式名はイルファーン・アブラビ・アル・アリ・アラビエラ。石油埋蔵量世界一というアラビエラ王国の次期王で元々リカとの縁談があったが、イルファーン自身は東洋人嫌いな節があり、「東洋の女には興味がない」といって無視していた。リカを馬鹿にしたことに堪忍袋の緒が切れたメイに殴り飛ばされたが、アラビエラでは「女が男を殴ることは最上級の求愛」であるらしく、今度はメイに執拗に付きまとっては求婚するようになる。
メイをかけての決闘（デュエロ）でアラビエラ国に戻った際、彼に仕える執事たちの裏切りに遭い、自滅。
メイ曰く、「剣人とキャラがモロかぶり」。
クラウス
正式名はクラウス・カール・ルードヴィヒ・フォン・ベルンシュタイン。イルファーンと同じく、メイの婚約者候補の1人。ヨーロッパの小国、ベルンシュタイン公国の次期王。
金髪碧眼の美しい容姿を持つが実は王女で、本名はクラリス・テレジア・フォン・ベルンシュタイン。双子の王子であったクラウスと幼いころに湖で遊んでいた際に船が転覆し、クラリスだけが生き延びた。クラウスが死んだのは自分のせいだと責任を取り、男しか継げないベルンシュタインを守るために自らの意思で王子になった。
レオンに気がある…？
実は巨乳であるが、超ハイパーコルセットで胸を隠している。また、スカートを穿くのは「下半身が不安」なので苦手。
最終的に女であることを周囲に知られてしまい、聖ルチア女学園に留学生として入学した。
レオン
クラリスの側近。普段は王立騎士団団長をしている。チャラチャラした感じだが、クラリスとクラウスとは幼いころから一緒。
クラウスが聖ルチア女学園に入学した際に執事が必要であったため資格を取得している。Bランク。
中田 彼方（なかた かなた）
メイの婚約者候補の1人。みるく曰く、メイのソウルメイト（魂の伴侶）。ソウルメイトというのは、みるくによると「出会えば、必ずひかれあう」という相手のこと。剣人によって運命のスイッチが入ったらしい。
剣人の四国時代に野球の四国大会で対戦して圧勝したらしいが、見に行った（剣人談）メイと彼方は全く覚えていなかった。そのことに剣人は怒り、野球で決闘をする。
本気を出せば、すごいらしい。しかし、そのうっすら出てきた本気もメイの超本気の前に敗れ去った。
ちなみに名前のいいにくさだけでなく、誕生日や生まれた病院も彼方とメイは同じ。
東条 伸之介 (とうじょう しんのすけ)
最初は人気アイドル、柏木圭のマネージャーとして登場した。しかし、途中から、現・内閣総理大臣・東条 武の息子であることが判明し、メイの婚約者争いに加わる。
幼少期に木場と会っており、その際に泉のことを教えられ、以来ずっと憧れていた。メイの婿候補に立候補したのも、金太郎の代わりに泉の後ろ盾になろうと目論んだためだったが、「泉とデートしたい」という本当の望みを打ち明け、泉との一日デート権をゲットした。が、家出中だった家に戻り、泉に相応しくなってから、デートを再度申し込むと宣言した。

### 主要人物の親族
本郷 金太郎（ほんごう きんたろう）
メイの祖父。
世間では「昭和の怪物」という異名を付けられ、恐れられている。だが、外見と人格は典型的なタヌキ爺である。
理人をメイの婿にと目論み、「メイと寝ろ」と言い続けていたが、彼の頑なな態度に業を煮やし、勝手に婚約者候補を決め学園へ送り込んだ（友人たちの悩みを解決させたかっただけという説もある）。
柴田 英人（しばた ひでと）
理人と剣人の祖父。
元・本郷家筆頭執事で、理人と同じSランク執事だった。
結婚歴はないが、かつて仕えていた家のイギリス人の恋人との間にできた娘・マリアを引き取る。
柴田 マリア（しばた マリア）
英人の娘で理人と剣人の母。
母と父・英人の良いとこ取りで生まれ、パリコレモデル並みの美貌を惜しむことなく仕事へ注ぐ真の職人。16歳で結婚した。
本郷家家政婦長。
柴田 泰三（しばた たいぞう）
マリアの夫で理人と剣人の父。
金太郎と英人を心より尊敬しているが、それをはるかに上回る忠誠心を妻・マリアに向けているフシがある。
現・本郷家筆頭執事。

### 栗の木中学
メイが聖ルチア女学園に転入する前に通っていた四国の中学。
仲本 美冬（なかもと みふゆ）
メイの栗の木中学時代の担任。24歳。専攻は数学で、バレー部顧問。
大学時代から付き合っている彼氏がいるが、最近では優柔不断に思っている。
仲本 夏美（なかもと なつみ）
メイの栗の木中学時代のクラスメイト。美冬のしっかり者の妹。
実はクラス一の体力と怪力の持ち主なのだが、本人は読書好きでいたっておとなしい性格。
志村 法子（しむら のりこ）
メイの栗の木中学時代のクラスメイト。バレー部。
167センチメートルの長身から繰り出すアタックは強力だがコントロールは悪い。
加藤 舞（かとう まい）
メイの栗の木中学時代のクラスメイト。バレー部。
メイとは小学校のころからの友だち。
実はギターが得意で、将来バンドを組むという野望を持つ。
江成 エミリ（えなり エミリ）
メイの栗の木中学時代のクラスメイト。高飛車な性格をした地元の名家の令嬢で、剣人のことが好きなためメイをライバル視している。父親は大病院の院長、祖父は市長だが、聖ルチア女学園に入学できるほど裕福な家庭ではない。
きちんと化粧すれば女子大生と間違われるほどの美貌を持つ半面、学力に対する素養が絶望的に低く、成績は常に最下位付近を維持。それゆえ、母親の母校で地元一の名門校・聖美華女子学園（通称：美華女）への受験に幼稚園・小学校・中学校と立て続けに失敗しており、止む無く学区違いの栗の木中学に入学した。
教育に人一倍うるさい母親は「（美華女に）受かるまでお誕生日はなし」と断言するほど、大激怒している。

## 聖ルチア女学園について
イタリアの聖女ルチアの名が付けられた究極のお嬢様学校。
中高一貫6年制のミッションスクールで、中学1年生が1年、高校1年生が4年、という形になっている。
入学資格は
1. 規定の学費として年間約1億円を支払うこと（入学金、寄付金、諸雑費は別途支払いとなる）
2. 学園の校風に合う家柄であること
3. 公認執事を有していること

の3つを絶対の条件としており、いずれか一つでも満たなければ入学は認められず、在校中に条件を欠いた場合は退学処分となる。
生徒は各々ベルを持ち、良き行いをする度に光（ルチア）という名の小さな球を貰うことができる。
この光を10個集めると「星（ステラ）の緑の光」、さらに10個で「月（ルナ）の青の光」、さらに10個で「太陽（ソーレ）の赤の光」と交換することができる。光の数で寮のランクが上がり、執事の装いも変わって行く。
授業内容は、通常科目の他、外国語は第3外国語まで。他にも心理学・国際情報学・株価操作などがある。体育には鷹狩りも取り入れられている。
また、学園では教師もスタッフも全て女性しか採用しないため、所属する寮と学園施設全ての清掃をそれぞれの執事が分担して行っている。
公的には禁止されているが、執事同士の決闘（デュエロ）が行われることがある。大抵フェンシングでの対決で、勝った相手の執事を手に入れることができる。
また、敷地内では完全なる治外法権を政府より認められており、どのような公的・私的圧力も無効である。

## 書誌情報

### 漫画
- 宮城理子 『メイちゃんの執事』 集英社 〈マーガレットコミックス〉、全20巻
  1. 2006年11月29日第1刷発行（2006年11月24日発売[10]）、ISBN 4-08-846111-8
  2. 2007年3月28日第1刷発行（2007年3月23日発売[11]）、ISBN 978-4-08-846152-6
  3. 2007年7月30日第1刷発行（2007年7月25日発売[12]）、ISBN 978-4-08-846190-8
  4. 2007年11月27日第1刷発行（2007年11月22日発売[13]）、ISBN 978-4-08-846232-5
  5. 2008年3月30日第1刷発行（2008年3月25日発売[14]）、ISBN 978-4-08-846275-2
  6. 2008年7月30日第1刷発行（2008年7月25日発売[15]）、ISBN 978-4-08-846311-7
  7. 2008年11月30日第1刷発行（2008年11月25日発売[16]）、ISBN 978-4-08-846352-0
  8. 2008年12月30日第1刷発行（2008年12月25日発売[17]）、ISBN 978-4-08-846374-2
  9. 2009年4月29日第1刷発行（2009年4月24日発売[18]）、ISBN 978-4-08-846397-1
  10. 2009年8月30日第1刷発行（2009年8月25日発売[19]）、ISBN 978-4-08-846432-9
  11. 2009年12月30日第1刷発行（2009年12月25日発売[20]）、ISBN 978-4-08-846471-8
  12. 2010年4月28日第1刷発行（2010年4月23日発売[21]）、ISBN 978-4-08-846513-5
  13. 2010年8月30日第1刷発行（2010年8月25日発売[22]）、ISBN 978-4-08-846555-5
  14. 2010年11月10日第1刷発行（2010年11月5日発売[23]）、ISBN 978-4-08-846590-6
  15. 2011年5月30日第1刷発行（2011年5月25日発売[24]）、ISBN 978-4-08-846650-7
  16. 2011年9月28日第1刷発行（2011年9月23日発売[25]）、ISBN 978-4-08-846696-5
  17. 2012年1月30日第1刷発行（2012年1月25日発売[26]）、ISBN 978-4-08-846734-4
  18. 2012年5月30日第1刷発行（2012年5月25日発売[27]）、ISBN 978-4-08-846773-3
  19. 2012年9月30日第1刷発行（2012年9月25日発売[28]）、ISBN 978-4-08-846824-2
  20. 2013年1月30日第1刷発行（2013年1月25日発売[29]）、ISBN 978-4-08-846877-8

### 小説
メイちゃんの執事の小説は新書と文庫があり、著者はいずれもココロ直が手掛けている。最初に刊行されたノベライズはコバルト文庫より発売されシリーズ化された。原作の内容を文章として描写しつつも、いくつかの点でアレンジされている。新書では小説版オリジナルストーリーが展開される短編の形式をとっており、本編のサイドストーリーにあたる。小説「メイちゃんの執事〜アナザー・ティータイム〜」ではカバーイラストがコミックス12巻とデザイン上で対になっている。本文挿画はコミックスからの流用が目立つが、カバーイラストは宮城理子による新規のイラスト。
- 小説「メイちゃんの執事〜プリンセス・イン・ザ・ボックス〜」（2010年11月5日発売、集英社）
- 小説「メイちゃんの執事〜アナザー・ティータイム〜」（2010年4月23日発売、集英社）
- コバルト文庫「メイちゃんの執事」（2009年3月3日発売、集英社）
- コバルト文庫「メイちゃんの執事 薔薇の刻印」（2009年4月23日発売、集英社）
- コバルト文庫「メイちゃんの執事 香港炎上!? 大脱出!!」（2009年7月31日発売、集英社）
- コバルト文庫「メイちゃんの執事 黄金の海原にきみは輝く」（2010年9月1日発売、集英社）

### その他
- 宮城理子 『メイちゃんの執事 14.5 Sランクガイド』 集英社 〈マーガレットコミックス〉
  - 2011年1月30日第1刷発行（2011年1月25日発売[30]）、ISBN 978-4-08-846615-6

## テレビドラマ
フジテレビ系列で、2009年1月13日から3月17日まで、毎週火曜日の21:00 - 21:54（JST）に放送された。初回は22:09までの15分拡大放送された。ハイビジョン制作。通称『メイ執』。主演は水嶋ヒロと榮倉奈々。
テレビドラマ化が発表された2008年末ごろから放送開始後の2009年1月までの1か月強で、原作コミックスは200万部を発行し、累計発行部数が240万部に跳ね上がった。

### キャスト
本郷（東雲）メイ - 榮倉奈々
ドラマ版ではメインヒロイン。両親がうどん屋を営んでおり得意料理はうどん。それで剣人から「メガネうどん」と呼ばれることがある。
両親が事故で亡くなったのを機に、専属執事としてやって来た理人から自分が本郷家の血を引いていることを知らされる。そして聖ルチア女学園に入学し、本郷家に相応しいレディになるべく奮闘する。
柴田理人 - 水嶋ヒロ
ドラマ版の主人公。
メイの専属執事。剣人の兄。
国際執事協会でSランク(最高ランク)に認定された執事であり何事も完璧にこなす。
本郷家に代々仕える柴田家出身。
メイの執事になる前は、詩織の執事だった。
柴田剣人 - 佐藤健
理人の弟。メイの幼馴染で、栗乃木高校では同級生だった。メイに好意を抱いている。
メイが聖ルチア女学園に入学したすぐ後に、見習い執事としてやって来た。青山と共にリカに仕えている。中学生の頃に、聖ルチア女学園に併設されている執事養成学校で一週間だけ修行していたことがある。
本郷詩織 - 山田優
ルチアの称号を持つ特等生。金太郎の養女で、メイの遠縁である。
元々自分の執事であった理人に執着しており、同じく本郷家の後継者候補で現在理人が仕えているメイのことをひどく嫌っている。
忍 - 向井理
詩織の専属執事。
理人が詩織の執事をしていた時は、第2執事として仕えていた。詩織のためならどんなことも厭わず、詩織にとって邪魔な者は徹底的に排除する。
竜恩寺泉 - 岩佐真悠子
メイのクラスで唯一の太陽ランクでありリーダー的存在。竜恩寺家の次期当主。
実家で起こったトラブルをメイたちが解決してくれたことを機に最初にメイを理解するクラスメートになった。
木場 - 夕輝壽太
竜恩寺家に代々仕える家系の出身。花を愛でるドジっ子。
華山リカ - 大政絢
プライドが高く、自分の意見をはっきり言う性格。不二子や凛と行動を共にすることが多い。
料理コンクールに優勝した過去がある。
青山 - 真山明大
リカに仕える執事。Aランク。
フェンシングを得意としている。
夏目不二子 - 中別府葵
色気のある大人な女性の雰囲気が漂っている。リカや凛と行動を共にすることが多い。
祖父は中国マフィアの大ボス。
根津 - 姜暢雄
不二子に仕える執事。Bランク。
麻々原みるく - 吉田里琴
13歳未満であるにもかかわらずIQ1300の天才であるがゆえに、3歳から防衛省関係の研究所で任務にかかわっていた過去を持ち、「MI7」というコードネームで呼ばれていたが、人間らしい生き方を求め聖ルチア女学園に入学した。詩織を批判したことで詩織と太陽四人衆（後述）の怒りを買って研究所に連れ戻されそうになるが、メイと剣人に救われたことを機に二番目にメイを理解するクラスメートになった。
大門 - 鈴木亮平
みるくに仕える執事。Bランク。
かつては防衛省の隊員だった。最初にみるくをコードネームでなく名前で呼んでくれた人物なので、彼女に兄のように慕われている。
山田多美 - 谷村美月
原作とは違い、メイに対して敵意を感じている。
かつては神田（原作では｢神崎｣）とともに養護施設にいたが、その施設が無くなって路頭に迷ったところを詩織に拾われる。そのため、詩織に絶対的忠誠を誓っている。 
神田 - 阿部進之介
多美に仕える執事。Bランク。
原作での名は「神崎」。詩織のためならどんな事も厭わない多美の行動に、薄々気付いており心配している。メイに対して敵意は持っていない。
シスター・ローズ - 堀内敬子
聖ルチア女学園の学園長で元ルチア。
ユウとは聖ルチア女学園の同級生であり親友。また、周太郎の婚約者だったこともルチアが明かしている。メイの学園生活を時に助言しながら温かく見守っている。いつも漫画を読んでサボっている。
桜庭 - 鈴木浩介
ローズに仕える執事。
本郷金太郎 - 津川雅彦
本郷グループの会長でメイの祖父。

仲本夏美 - 星井七瀬
メイと剣人の栗乃木高校時代のクラスメート。
仲本美冬 - 北川弘美
夏美の姉。職業は会社員。
理人に気があるが、実際はイケメンなら誰でもよく、常連になるほど合コンが大好きという、原作より軽い性格。

#### ドラマオリジナルキャラクター

##### 生徒・執事
天羽凛 - 忽那汐里
実家は大寺院（流派は不明）。本人は霊感が無いにもかかわらず、オカルト思考を持つ。リカや不二子と行動を共にすることが多い。
四谷 - 丸山智己
凛に仕える執事。執事ランクはBランクで黒ずくめの服装をしている。霊感の全く無い凛を高い霊能力でサポートする。
松城ひかる - 中村知世
水産会社の社長を親に持つが、生魚アレルギー（演じた中村知世も生魚アレルギー）。奈央や京子と親しい。
築地 - 南圭介（PureBoys）
ひかるに仕える執事。
竹ノ宮奈央 - 小嶋陽菜（AKB48）
電化製品会社の社長の娘。ひかるや京子と親しい。
乃木坂 - 君沢ユウキ
奈央に仕える執事。
梅島京子 - 小林きな子
食品会社の社長の娘。令嬢には珍しい肥満体の大女。食べることが大好きで、暇さえあれば何らかの食品（主に菓子）を食べている。ひかるや奈央と親しい。
六本木 - 加藤慶祐
京子に仕える執事。本人は美形だが、好みの異性は肥満体（いわゆるデブ専）。京子に食べ物（主として菓子）を与えている。
上村香織 - 菊里ひかり
化粧品会社の社長の娘。童顔であることが悩み。ゆう子と一緒にいることが多い。
中目黒 - 山口賢貴（D2）
香織に仕える執事。オネエ系。
中野ゆう子 - 秋山タアナ
食器メーカーの社長の娘。香織と一緒にいることが多い。
御徒町 - 鹿内大嗣
ゆう子に仕える執事。
太陽四人衆
大地由真 - 臼田あさ美
水沢聡美 - ホラン千秋
火野絵里子 - 山本彩乃
風間藍 - 石橋菜津美
ルチアに仕える4人組で、似たような髪型をしている（いわゆるパッツンという前髪をして、藍のみ他の3人に比べると髪が短い）。太陽ランク（正確には詩織と自分たち）に逆らう者を「邪魔者」として徹底的に排除する。ちなみに聖ルチア女学園の生徒にもかかわらず、彼女たちのみ執事が劇中に登場しない。
リーダー格でルチア（詩織）至上主義者の由真、作戦立案担当の聡美、武闘派で戦闘担当の絵里子、情報収集担当の藍と4人ともそれぞれ突出した思考や特技を持つが、劇中ではそれがしっかりと描写されたことがない。

#### その他のキャラクター
赤羽右近 - 高木万平
赤羽左近 - 高木心平
本郷金太郎に仕える執事協会の双子の執事（演じた高木万平・心平も実際に双子の兄弟で、一卵性双生児）。
仲本秋子 - 石野真子
仲本春平 - 杉本哲太
原作には未登場。仲本姉妹の両親だが、実の娘たちと同じくらいメイを信頼している。メイの両親が急逝してしまった時も自分たちの家で一緒に暮らそうと言ってくれていた。結局メイは聖ルチア女学園の寮で暮らすことになったが、時々仲本家にやって来ては、メイの実家代わりの存在としてご飯をみんなで食べて団欒の場となっている。また学園の生徒や執事たちも何度か訪れている。

東雲（本郷）周太郎 - 橋爪淳
メイの父親。金太郎の子で本郷グループの長男。
本郷家を捨ててユウと結婚し、二人でうどん屋を営んでいたが、第1話で事故によりユウと共に亡くなってしまった。その時初めて、メイは父・周太郎が実は大富豪である本郷グループの長男であることを知る。
東雲ユウ - 山下容莉枝
メイの母親。東雲家の令嬢。
聖ルチア女学園に通っていたが、東雲家が事業で失敗したことで全てを失い学園を去った。
その後周太郎と結婚し一緒にうどん屋を営んでいたが、第1話で周太郎と共に事故で亡くなってしまった。

### 備考
- 2009年2月からは「フジテレビオンデマンド」でも配信が開始された。そのため、青森放送（3か月程度の遅れ）のエリアである青森県で、かつ「オンデマンド」で見ることができる環境にある場合は、青森放送より先行して見ることが可能となっている。
- CECIL McBEEがデザイン・プロデュースを手がけた聖ルチア女学園の制服は、その後ジャケットとスカートが数量限定で発売された。
- 日本国外では、RNN（アメリカ・ニューヨーク州、ニュージャージー州、コネチカット州の地上波・ケーブルTV）、NGN（アメリカ・ハワイ州のケーブルテレビ日本語チャンネル）で放送。
- ロケ地の虹の郷には主演の水嶋ヒロ、榮倉奈々、佐藤健のサインが飾られていた。

### スタッフ
- 原作：宮城理子「メイちゃんの執事」（集英社マーガレットコミックス刊）
- 企画：後藤博幸、太田大
- 脚本：古家和尚
- 音楽：河野伸、髙見優
- プロデュース：橋本芙美
- 演出：石川淳一、木下高男、城宝秀則、岩田和行
- 制作：フジテレビ・共同テレビ

### 音楽
- 主題歌 - ROCK'A'TRENCH「My SunShine」（ワーナーミュージック・ジャパン）

### 放送日程
| 各話                                                        | 放送日  | サブタイトル                       | 演出     | 視聴率 |
| ----------------------------------------------------------- | ------- | ---------------------------------- | -------- | ------ |
| 第1話                                                       | 1月13日 | 女性の願望叶えるイケメン執事たち!! | 石川淳一 | 14.9%  |
| 第2話                                                       | 1月20日 | 命をかけて守る!!                   | 石川淳一 | 14.8%  |
| 第3話                                                       | 1月27日 | あなたに仕えたい                   | 木下高男 | 14.4%  |
| 第4話                                                       | 2月03日 | あなたを求めてる                   | 木下高男 | 12.0%  |
| 第5話                                                       | 2月10日 | 理人が抱きしめた                   | 石川淳一 | 13.6%  |
| 第6話                                                       | 2月17日 | 剣人の大告白!!                     | 城宝秀則 | 14.0%  |
| 第7話                                                       | 2月24日 | オレがそばにいる                   | 石川淳一 | 13.1%  |
| 第8話                                                       | 3月03日 | 決闘!! 理人vs剣人                  | 岩田和行 | 13.5%  |
| 第9話                                                       | 3月10日 | 死なないで、理人                   | 木下高男 | 13.4%  |
| 最終話                                                      | 3月17日 | ラストkiss                         | 石川淳一 | 16.6%  |
| 平均視聴率：14.1%（視聴率は関東地区・ビデオリサーチ社調べ） |         |                                    |          |        |

### 受賞歴
- 第60回ザテレビジョンドラマアカデミー賞[32]
  - 最優秀作品賞
  - 助演男優賞（佐藤健）
- 第34回エランドール新人賞（榮倉奈々、『余命1ヶ月の花嫁』『幸せの贈り物』と共に）[33][34]

### 関連商品
- メイちゃんの執事 オフィシャルフォトブック（2009年2月27日発売、集英社、ISBN 978-4-08-780514-7）

| フジテレビ 火曜9時枠の連続ドラマ             | フジテレビ 火曜9時枠の連続ドラマ           | フジテレビ 火曜9時枠の連続ドラマ           |
| 前番組                                       | 番組名                                     | 次番組                                     |
| -------------------------------------------- | ------------------------------------------ | ------------------------------------------ |
| セレブと貧乏太郎 （2008.10.14 - 2008.12.23） | メイちゃんの執事 （2009.1.13 - 2009.3.17） | アタシんちの男子 （2009.4.14 - 2009.6.23） |

## 舞台
宝塚歌劇団の星組の選抜メンバーにて、2011年1月29日から2月8日に宝塚バウホールで、同年2月15日から2月21日に日本青年館大ホールで上演された。主演は紅ゆずる。脚本・演出は児玉明子。公演タイトルは、『メイちゃんの執事－私（わたくし）の命に代えてお守りします－』。
ストーリーはルチア編をダイジェストにしたもの。キャラクターの設定などに大きな変更点は無く、原作に忠実である。

### 舞台のキャスト
主なキャスト
- 柴田理人 - 紅ゆずる
- 東雲メイ - 音波みのり
- 本郷詩織（ルチア） - 白華れみ
- 柴田 剣人 - 美弥るりか
- 忍 - 真風涼帆
- 本郷金太郎 - 汝鳥伶
- シスター・ローズ - 美穂圭子
- 華山リカ - 音花ゆり
- 木場 - 如月蓮
- 桜庭 - 海隼人
- 神崎 - 汐月しゅう
- 夏目不二子 - 紫月音寧
- 青山 - 芹香斗亜
- 竜恩寺 泉 - 夏樹れい
- 根津 - 漣レイラ
- 大門 - 礼真琴
- 麻々原みるく - 紫りら
- 山田多美 - 妃海風

## ソーシャルゲーム
モバイルサービスのソーシャルゲーム『メイちゃんの執事〜その指で押して下さい、お嬢様。〜』が2011年よりGREE、モバゲーで配信された。アイテムは課金制となっていて、ユーザーは「聖ルチア女学園」に転校してきたという設定の乙女ゲーム。2012年時点ではフィーチャーフォン・スマートフォンどちらにも対応している。